# Lauterbachia novoguineensis
Lauterbachia novoguineensis är en tvåhjärtbladig växtart som beskrevs av Janet Russell Perkins. Lauterbachia novoguineensis ingår i släktet Lauterbachia och familjen Monimiaceae. Inga underarter finns listade i Catalogue of Life.